# Alain Grousset
Pour les articles homonymes, voir Grousset.
 (août 2017).
Alain Grousset, né le 21 décembre 1956 à Guéret, est un auteur français de science-fiction. Il a beaucoup écrit pour la jeunesse et très souvent en collaboration avec d'autres écrivains sous des pseudonymes variés.

## Biographie
Né à Guéret, dans la Creuse, Alain Grousset a grandi à Orléans et fait des études en sciences naturelles.
Passionné par la bande dessinée et surtout la science-fiction, il est à l'origine de magazines d'amateurs comme Divergent 54 et Fantascienza qui obtient le prix spécial de la Science-Fiction française en 1980. Il devient lecteur professionnel[Quoi ?] pendant deux ans pour le Fleuve Noir Anticipation puis critique science-fiction dans Les Nouvelles d'Orléans et dans le magazine Lire de Bernard Pivot.
Il rencontre ensuite Danielle Martinigol avec qui il écrit de nombreuses nouvelles pour des revues aussi différentes que Fluide glacial, La Vie du Rail, Fiction, Le Lézard, Poivre noir… Son premier livre est publié en 1991 chez Hachette. Il s'agit de La Citadelle du vertige pour lequel il obtient le prix jeunesse du ministère de la Jeunesse et des Sports. Deux ans plus tard, il obtient le Grand Prix de l'Imaginaire pour le récit Les Chasse-Marée. Il écrit ensuite de nombreux ouvrages en collaboration avec Danielle Martinigol sous les pseudonymes de Kim Aldany pour la série Kerri et Mégane (Nathan) et Dan Alpac (avec Paco Porter), série Lumina chez Flammarion. Avec Paco Porter, il est l'auteur des Brigades vertes, chez Flammarion.
Depuis 2006, il s'essaie à l'album jeunesse en collaboration d'écriture, sous le pseudonyme commun de Noé Carlain, dans des albums illustrés par divers illustrateurs jeunesse. Leur premier ouvrage est leur plus grand succès, l'ouvrage humoristique autour des pets Prout de Mammouth : et autres petits bruits d'animaux aux éditions Sarbacane, illustré par Anna Laura Cantone, et qu'ils déclineront ensuite tous trois dans quatre autres ouvrages sur le même thème, comme Prout de pompier : et autres petits bruits de métiers ou Prout de judoka : et autres petits bruits des sports en 2012. En 2010, le Prix des Incorruptibles 2010  pour l'album Ce que lisent les animaux avant de dormir, écrit sous leur pseudonyme commun de Noé Carlain, illustré par Nicolas Duffaut, leur est décerné.
Il dirige la collection Ukronie, aux éditions Flammarion jeunesse.
Alain Grousset est un auteur de science-fiction dont les ouvrages sont destinés à un public de 9 ans et plus. Il est l'auteur de nombreux romans, mais aussi d'articles de science-fiction, d'anthologies, d'un documentaire (Dictionnaire de science-fiction) et de nouvelles parues en presse.
Le Dictionnaire de la Science-Fiction est écrit sous le pseudonyme d'Alain Laurie (Livre de Poche Jeunesse), en hommage au pseudonyme d'André Laurie', en réalité Paschal Grousset, auteur de SF fin du XIXe siècle (1844-1909).

## Œuvres
- 1983 : Les Mangeurs de châtaignes [3]
- 1991 : La Citadelle du vertige
- 1993 : Les Chasse-marée
- 1998 : Le Voyage oublié des maçons creusois
- 1999 : Les Brigades vertes
- 2000 : Mes premières vacances tout nu
- 2000 : Les Naufragés de l'Arbre-Pont
- 2001 : J'ai été mordu par un extraterrestre, illustrations de Martin Jarrie, Nathan
- 2005 : Les Passe-vents
- 2005 : 10 Nouvelles fantastiques
- 2007 : 10 Façons d'assassiner notre planète
- 2008 : Divergences 001, Flammarion coll. Ukronie, anthologie de nouvelles uchroniques dirigée et présentée par Alain Grousset
- 2008 : Les Mondes de l'Oranges, D-Lire no 122
- 2009 : La Guerre des livres
- 2010 : Tout amour est extraterrestre
- 2011 : Sens interdit
- 2012 : Attention départ
- 2013 : Le Magicien du pharaon
- 2013 : Vertical
- 2013 : Gigante, Au nom du Fils (collaboration avec Pierre Bordage qui a écrit, en parallèle, Gigante, Au nom du Père)
- 2014 : Bêtes de guerre
- 2014 : Objectif championnes
- 2014 : Brenn le gaulois
- 2014 : La guerre de 14 n'a pas eu lieu
- 2015 : Les scientikids
- 2017 : Le Pirate de la Loire
- 2017 : Anthologie du monstre (collaboration avec Stéphanie Nicot)
- 2019 : 10 Façons d'assassiner notre planète

### Sous le pseudonyme de Noé Carlain
Ouvrages écrits sous le pseudonyme commun de Noé Carlain avec d'autres auteurs.
- Prout de mammouth : et autres petits bruits d'animaux (ill. Anna Laura Cantone), Éditions Sarbacane, 2006
- Prout de pompier : et autres petits bruits de métiers (ill. Anna Laura Cantone), Éditions Sarbacane, 2007
- Prouts des prénoms : choisissez le bon ! (ill. Anna Laura Cantone), Éditions Sarbacane, 2007
- La Boîte à doudous, texte Noé Carlain ; illustrations de Hervé Pinel, Hachette jeunesse, 2008
- Jus de chaussettes, Noé Carlain, ill. de Sylvie Bessard, Milan jeunesse, 2008
- Ce que lisent les animaux avant de dormir, Noé Carlain, ill. de Nicolas Duffaut, Éd. Sarbacane, 2008 Prix des Incorruptibles 2010[2]
- Mon doudou, c'est la terre, Noé Carlain, ill. de Cécile Bonbon, l'Élan vert, 2009
- Prouts célèbres : et autres petits vents de l'histoire, Noé Carlain, ill. de Anna Laura Cantone, Éd. Sarbacane, 2009
- Comment les animaux endorment leurs bébés, Noé Carlain, ill. de Clémentine Sourdais, l'Élan vert, 2009
- Le Pépé de mon pépé, Noé Carlain, ill. de Ronan Badel, l'Élan vert, 2010 Prix Chronos de Littérature 2011[4]
- Le Dernier Iceberg, Noé Carlain, ill. de Olivier Desvaux, Sarbacane, 2010
- C'est pour qui ce gâteau ?, Noé Carlain, ill. de Cyril Hahn, l'Élan vert, 2010
- Rends-moi mon pyjama !, Noé Carlain, ill. de Cyril Hahn, l'Élan vert, 2011
- Les Nouveaux Dinosaures, Noé Carlain, ill. de Klaas Verplancke, Sarbacane, 2011
- Tout est bon dans le dragon !, Noé Carlain, ill. de Ronan Badel, l'Élan vert, 2011
- Le Livre abominable[5], Noé Carlain, ill. de Ronan Badel, Sarbacane, 2012
- Tout ce qu'une maman ne dira jamais, Noé Carlain, ill. de Ronan Badel, l'Élan vert, 2012
- Prout de judoka : et autres petits bruits des sports, Noé Carlain, ill. de Anna Laura Cantone, Éd. Sarbacane, 2012
- La Mémé de ma mémé, Noé Carlain, ill. de Ronan Badel, l'Élan vert, 2012
- C'est encore mieux écrasé !, Noé Carlain, ill. de Anne Crahay, l'Élan vert, 2012
- Les Sorciers de la récré, Noé Carlain, éd. Je réussis, 2014
- Tout ce qu'un papa dira toujours , Noé Carlain, ill. de Ronan Badel, l'Élan vert, 2015
- Tout ce qu'une maîtresse ne dira jamais,  Noé Carlain, ill. de Ronan Badel, l'Élan vert, 2015
- Ce qui nous rassemble, Noë Carlain, ill. de Sandra Poirot Cherif, Rue du monde, 2016
- Le Pépé de mon pépé & la Mémé de ma mémé, Noé Carlain, ill. de Ronan Badel, l'Élan vert, 2017
- Tout ce que le Père Noël ne fera jamais, ill. de Ronan Badel, L'Élan vert, 2018
- Aujourd'hui, c'est moi le chef !, ill. Maurèen Poignonec, L’Élan vert, 2018
- La Rentrée des animaux, ill. Hervé Le Goff, L’Élan vert, 2018